# 春日井インター道路
春日井インター道路（かずがいインターどうろ）は、愛知県春日井市の東名高速道路 春日井IC付近から名古屋第二環状自動車道 勝川IC付近を結ぶ地域高規格道路である。

## 指定・計画
1994年（平成6年）12月16日に候補路線に指定されている。
自動車専用道路として計画されている。